# Сюрендонк, Рюд
Рюдолф Корнелис (Рюд) Сюрендонк (нидерл. Rudolf Cornelis "Ruud" Suurendonk; род. 9 июля 1943, Амстердам) — нидерландский футболист, игравший на позиции полузащитника.

## Карьера

### Клубная карьера
Начинал футбольную карьеру в 1961 году в любительском клубе ЙОС под руководством Ринуса Михелса. Летом 1965 года, вслед за Михелсом, перешёл в амстердамский «Аякс». 11 апреля 1966 года дебютировал за клуб в матче Эредивизи против «Фортуны '54», выйдя на замену вместо Йохана Кройфа. В дебютном сезоне в основном играл за резервный состав «Аякс 2». За «Аякс» выступал на протяжении семи сезонов. Вместе с командой выиграл в общей сложности четыре титулов чемпиона Нидерландов. В сезоне 1970/71 «Аякс» выступал в Кубке европейских чемпионов, где Сюрендонк сыграл всего в двух матчах. В ноябре 1971 году он покинул клуб, но всё равно вновь стал чемпионом Нидерландов в сезоне 1971/72.
В 1971 году присоединился к клубу «Монако», где пробыл всего один сезон, забив в 19 матчах лишь один гол. В 1972 году выступал за АЗ, где провёл четыре сезона. Завершил футбольную карьеру в 1977 году в «Волендаме».

### Тренерская карьера
После завершения карьеры игрока Сюрендонк тренировал некоторые нидерландские клубы, выступавшие в низших дивизионах.

## Личная жизнь
Отец — Виллем Корнелис Сюрендонк, мать — Корнелия Хартман. Родители были родом из Амстердама, они поженились в 1932 году — на момент женитьбы отец был экспедитором. В семье было ещё двое сыновей: Виллем Корнелис и Хендрик. В 1946 году, когда Рюду было три года, родители развились.

## Достижения
«Аякс»
- Чемпион Нидерландов: 1965/66, 1966/67, 1967/68, 1971/72
- Обладатель Кубка Нидерландов: 1969/70, 1970/71, 1971/72
- Победитель Кубка европейских чемпионов: 1970/71, 1971/72